# Pacifier
Pacifier — дебютный альбом американской ню-метал-группы Nothingface, выпущенный 6 февраля 1997 года на лейбле DCide (переиздан 11 августа 1998 года).

## Критика
| Оценки критиков                  | Оценки критиков |
| Источник                         | Оценка          |
| -------------------------------- | --------------- |
| AllMusic                         | [ 1 ]           |
| Collector's Guide to Heavy Metal | 7/10            |

AllMusic оценил альбом в 3 звезды из 5. По мнению издания, хотя Pacifier несправедливо сравнивают с Korn, группа показывает незаурядные способности, которые могли бы привести её к успеху. Марк Дженкинс из The Washington Post раскритиковал вокал Мэтта Холта, назвав его чересчур болезненным и неблагозвучным. При этом журналист похвалил технический уровень коллектива и артистическое чутьё. Дженкинс выделил ударные Криса Хаука.

## Список композиций
Все тексты написаны Мэттом Холтом, вся музыка написана Nothingface.
| №   | Название          | Длительность |
| --- | ----------------- | ------------ |
| 1.  | «One Thing»       | 4:29         |
| 2.  | «Pacifier»        | 3:59         |
| 3.  | «Lipsdick»        | 3:18         |
| 4.  | «Undercut»        | 4:17         |
| 5.  | «Defaced»         | 2:50         |
| 6.  | «Self Punishment» | 4:12         |
| 7.  | «Hitch»           | 5:38         |
| 8.  | «Useless»         | 3:47         |
| 9.  | «Perfect Person»  | 4:29         |
| 10. | «Communion»       | 5:22         |

### Участники группы
- Мэтт Холт – вокал
- Том Максвелл – гитара
- Билл Гаал – басс, клавишные, программинг
- Крис Хаук – ударные
- Джеймс Скей Уан – флейта из бамбука